# Louis Scutenaire

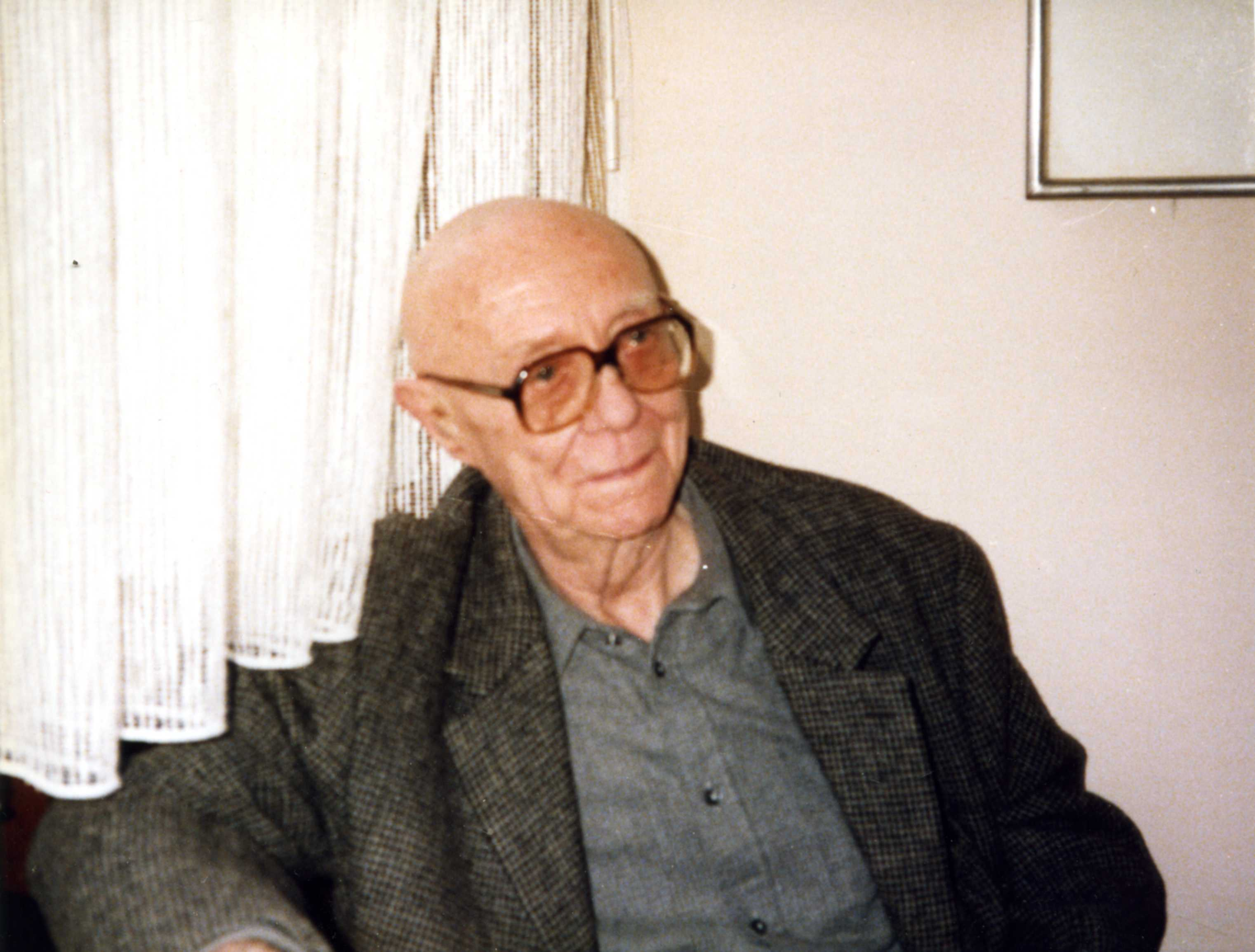
Louis Scutenaire

Jean Émile Louis Scutenaire (Woelingen, 29 juni 1905 - Schaarbeek, 15 augustus 1987) was een Belgisch Franstalig dichter en schrijver. Samen met René Magritte, Paul Nougé en zijn eigen vrouw Irène Hamoir was hij een van de centrale figuren binnen de Belgische surrealistische beweging.

## Levensloop

### Afkomst en opleiding
Scutenaires grootvader, afkomstig uit de Franse stad Montpellier, emigreerde naar België; zijn vader was bankbediende. Al op elfjarige leeftijd schreef de jonge Scutenaire, die alles las wat zich in de bibliotheek van zijn vader bevond, zijn eerste gedichten. Als gevolg van zijn ongedisciplineerd gedrag en zijn weigering om enig reglement te aanvaarden volgde middelbaar onderwijs in vijf verschillende scholen in respectievelijk Lessen Edingen, Aat, Zinnik en ten slotte in Armentières waar hij in 1924 zijn diploma middelbaar onderwijs behaalde.
In 1924 verhuisde de familie Scutenaire naar Schaarbeek en de jonge Louis schreef zich in als student rechten aan de Université libre de Bruxelles. Zijn vader stierf in 1925 op 47-jarige leeftijd aan een hersenbloeding. Scutenaire, die meer tijd doorbracht in boekenwinkels dan aan de universiteit, stuurde enkele van zijn gedichten samen met zijn adres naar de surrealist Paul Nougé wiens werk hij bewonderde. Nougé, die dacht aan een grap van zijn goede vriend Camille Goemans, ontmoette Scutenaire en stelde hem voor aan René Magritte, E. L. T. Mesens, André Souris en Marcel Lecomte.

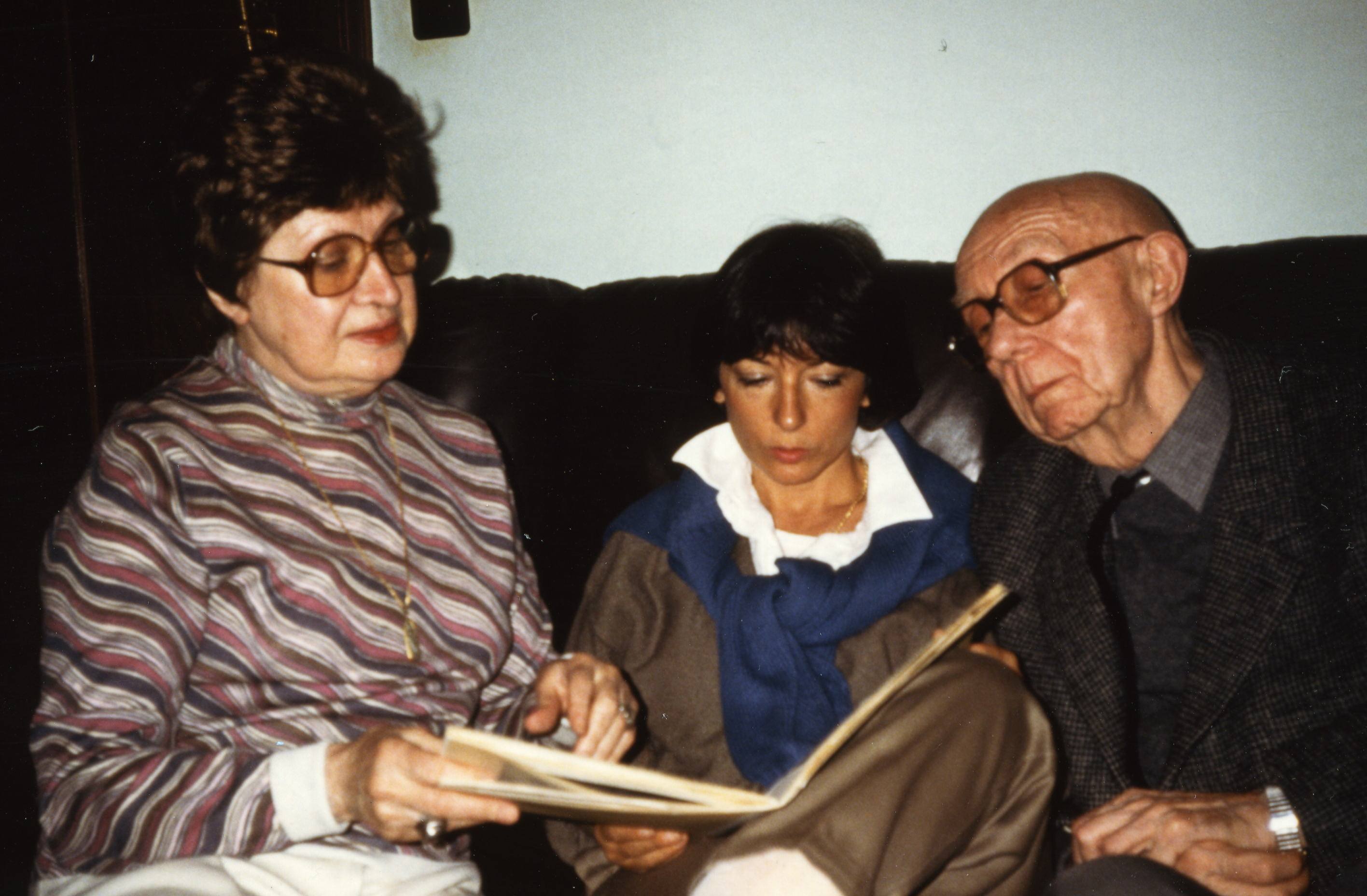
Scutenaire met zijn echtgenote Irène Hamoir (links)

### Eerste surrealistische activiteiten
Vanaf 1928 begon Scutenaire mee te werken aan de activiteiten van de Brusselse surrealistische beweging en schreef teksten in hun tijdschrift Distances. In 1929 studeerde hij af aan de Brusselse universiteit en het jaar daarop huwde hij met Irène Hamoir die hij had ontmoet bij Lecomte. Zij trokken regelmatig naar Parijs waar ze onder meer André Breton, Paul Éluard, Benjamin Péret, René Char, Léo Malet, Marcel Duchamp, Pablo Picasso, Victor Brauner, Francis Picabia, Yves Tanguy, Max Ernst, Joan Miró en Óscar Domínguez ontmoetten.
In 1934 schreef hij met Magritte, Nougé, Souris en Mesens mee aan het tijdschrift Documents 34, een verwijzing naar het ter ziele gegane Franse surrealistische tijdschrift Documents. Datzelfde jaar schreef hij de roman Les jours dangereux - Les nuits noires die pas in 1972 zou verschijnen. Hij ondertekende in 1935 de tekst Le Couteau dans la plaie, publié in het derde nummer van het Bulletin international du surréalisme, waarbij voor de eerste maal de surrealisten van Brussel en Henegouwen werden verenigd, maar weigerde het jaar nadien het traktaat Le domestique zélé te ondertekenen. De tekst was gericht tegen André Souris die uit de groep was gesloten omdat hij een hommage voor Henry Le Bœuf, directeur van het Paleis voor Schone Kunsten, had georganiseerd.
In 1937 verscheen de plaquette Les Haches de la vie met een tekening van René Magritte en het jaar daarop Le Retard en Les Secours de l'oiseau waarin zowel gedichten als korte teksten te vinden zijn. In 1939 verscheen Frappez au mirroir! met opnieuw een tekening van Magritte. De vriendschap tussen de twee kunstenaars groeide en Magritte deed regelmatig een beroep op Scutenaire om titels voor zijn schilderijen te bedenken. In 1940 was hij medewerker van het tijdschrift L'invention collective dat opgericht werd door Magritte en Raoul Ubac. Omdat de Tweede Wereldoorlog enige tijd later uitbrak, verschenen er slechts twee nummers van het tijdschrift.
Scutenaire en zijn vrouw vluchtten naar Bordeaux en vervoegen Magritte en Ubac in Carcassonne waar ze eveneens Joë Bousquet, Jean Paulhan en André Gide ontmoetten en gingen daarna naar Nice. In 1941 keerden ze terug naar het Brussel en Scutenaire ging aan de slag bij het ministerie van Binnenlandse Zaken als adjunct-commissaris voor de gemeentelijke en provinciale belastingen. Hij bleef er werken tot aan zijn pensioen in 1970.

### Na de Tweede Wereldoorlog
Na de bevrijding werden de surrealistische activiteiten hervat en publiceerde in Parijs de plaquette Les Degrés. Vanaf 1943 was Scutenaire zogenaamde inscriptions, korte gebalde reflecties, beginnen te noteren. In 1945 verscheen op voorstel van Élouard, Paulhan et Raymond Queneau de eerste verzameling. In 1947 weigerde Scutenaire de schrapping van enkele reflecties door de uitgeverij waardoor het nog tot 1976 zou duren vooraleer, dankzij Tom Gutt en Isy Brachot een tweede verzameling over de periode 1945-1963 werd gepubliceerd. Nadien volgden nog verdere verzamelingen in 1981 (periode 1964-1973), 1984 (periode 1974-1980) en na zijn dood in 1990 (periode 1980-1987).
Scutenaire nam deel aan verscheidene tentoonstellingen over het surrealisme en was medewerker van verscheidene literaire tijdschriften zoals La Carte d'après nature, (opgezet in Brussel door Magritte), Les Temps mêlés (van André Blavier te Verviers), Les Lèvres nues (van Marcel Mariën), Rhétorique (van André Bosmans, toegewijd aan Magritte), Phantomas en ten slotte Le Vocatif (van Tom Gutt). Hij schreef teksten en inleidingen voor tentoonstellingen van onder meer Magritte, Jean Raine, Roland Delcol, Rachel Baes, Armand Permantier, Geert Van Bruaene en Paul Colinet. In 1947 verscheen van zijn hand een van de eerste monografieën over het leven en het werk van Magritte.

### Overlijden en legaten

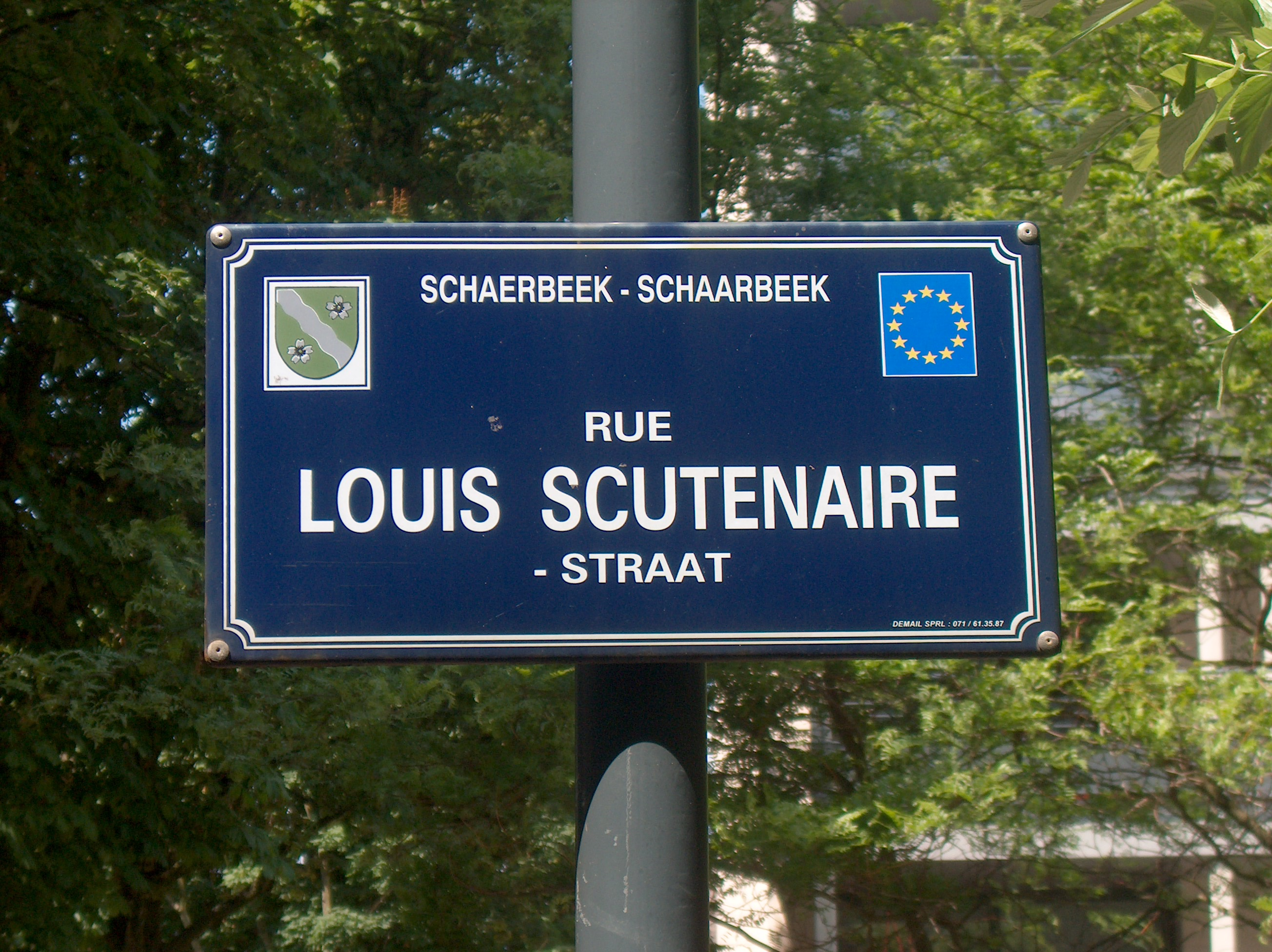
Straatnaambord

Op 15 augustus 1987 stierf Louis Scutenaire plots terwijl hij naar een televisieprogramma over zijn goede vriend Magritte keek. Zijn echtgenote Irène Hamoir stierf in 1994. Ze werden begraven op de begraafplaats van Brussel. Het kinderloze koppel schonk de bibliotheek, die duizenden soms zeldzame boeken bevatte, aan de Koninklijke Bibliotheek van België. De kunstcollectie met werk van René Magritte (een twintigtal schilderijen, evenveel gouaches en een veertigtal tekeningen), dat het echtpaar bezat, werd aan de Koninklijke Musea voor Schone Kunsten van België geschonken. Dit omvangrijke legaat was een van de belangrijke pijlers voor de totstandkoming van het Magrittemuseum in 2009.
Een straat in zijn woonplaats Schaarbeek werd naar hem vernoemd.

## Werken

### Auteursnaam Jean Scutenaire
- Les haches de la vie, Parijs, 1937 (dichtbundel)
- Le Retard, Parijs, 1938 (dichtbundel)
- Les Secours de l'oiseau, Parijs, 1938 (dichtbundel)
- Frappez au mirroir!, Brussel, 1939 (dichtbundel)

### Auteursnaam Louis Scutenaire

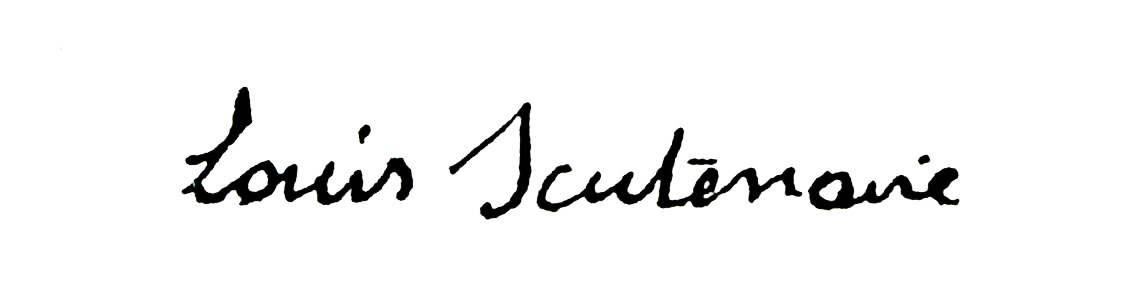
Handtekening

- Les Degrés, Parijs, 1945 (dichtbundel)
- Mes Inscriptions, Parijs, 1945 (verzameling reflecties)
- René Magritte, Brussel, 1947 (monografie)
- Les vacances d'un enfant, Parijs, 1947 (roman)
- Magritte, Antwerpen, 1950 (in de reeks Monographies de l'art belge) (monografie)
- Le monument de la guenon, Verviers, 1962
- Tantra de Juan Bellarmin, Brussel, 1965 (plaquette)
- Pour Balthazar, La Louvière, 1967 (plaquette)
- Le Pourchas, Brussel, 1968
- Il est toujours trop tard. 1924 - 1928 (met 10 gravures van Roger Van de Wouwer, Antwerpen (Editions de la Serfouette), 1969.
- Le bâton de Jean de Milan (1918-1924), Brussel, 1970 (dichtbundel)
- Les jours dangereux - Les nuits noires, Brussel, 1972 (roman)
- Mon ami Mesens, Brussel, 1972
- Ancre pique et Soleil, Parijs, 1973
- Hommage à Staline, Brussel, 1974
- Mes inscriptions (1945-1963), Brussel, 1976 (verzameling reflecties)
- Avec Magritte, Brussel, 1977
- La bonne semaine, Brussel, 1978 (dichtbundel)
- La colline de la planche, Brussel, 1979 (dichtbundel)
- Histoires naturelles, Brussel, 1979 (dichtbundel)
- Les vacances d'un enfant, Brussel, 1980 (roman, heruitgave)
- Mes inscriptions (1964-1973), Brussel, 1981 (verzameling reflecties)
- Effacer l'ombre, Frassem, 1982 (dichtbundel)
- Mes Inscriptions (1943-1944), Parijs, 1982 (verzameling reflecties, heruitgave)
- La cinquième saison, Brussel, 1983 (plaquette)
- Mes Inscriptions (1945-1963), Parijs, 1984 (verzameling reflecties, heruitgave)
- Mes Inscriptions (1974-1980), Parijs, 1984 (verzameling reflecties)
- Souquenilles, Morlanwelz, 1986 (plaquette)
- La citerne, Brussel, 1987 (verzameling gedichten uit de periode 1913-1945)
- Lunes rousses, Parijs, 1987 (plaquette)
- Le Bosquet de Sherwood (postuum), Brussel, 1988 (dichtbundel)
- Mes Inscriptions (1980-1987) (postuum), Brussel, 1990 (verzameling reflecties)